# Sieniawa (gemeente)
De gemeente Sieniawa is een stad- en landgemeente in het Poolse woiwodschap Subkarpaten, in powiat Przeworski.
De zetel van de gemeente is in Sieniawa.
Op 30 juni 2004 telde de gemeente 6852 inwoners.

## Oppervlakte gegevens
In 2002 bedroeg de totale oppervlakte van gemeente Sieniawa 127,31 km², waarvan:
- agrarisch gebied: 52%
- bossen: 38%

De gemeente beslaat 18,23% van de totale oppervlakte van de powiat.

## Demografie
Stand op 30 juni 2004:
| Omschrijving                   | Totaal | Totaal | Vrouwen | Vrouwen | Mannen | Mannen |
| ------------------------------ | ------ | ------ | ------- | ------- | ------ | ------ |
| eenheid                        | aantal | %      | aantal  | %       | aantal | %      |
| inwoners                       | 6852   | 100    | 3412    | 49,8    | 3440   | 50,2   |
| bevolkingsdichtheid (inw./km²) | 53,8   | 53,8   | 26,8    | 26,8    | 27     | 27     |

In 2002 bedroeg het gemiddelde inkomen per inwoner 1383,14 zł.

## Plaatsen
- miasto Sieniawa
- Czerce
- Czerwona Wola
- Dobra
- Dybków
- Leżachów
- Paluchy
- Pigany
- Rudka
- Wylewa

## Aangrenzende gemeenten
Adamówka, Jarosław, Leżajsk, Tryńcza, Wiązownica